# جون أندرسون (عداء مراثوني)
جون أندرسون (بالإنجليزية: Jon Anderson)‏ هو عداء مراثوني أمريكي، ولد في 12 أكتوبر 1949 في يوجين في الولايات المتحدة.

## وصلات خارجية
- جون أندرسون على موقع الاتحاد الدولي لألعاب القوى (الإنجليزية)
- جون أندرسون على موقع رابطة إحصائيات سباق الطريق (الإنجليزية)
- جون أندرسون على موقع أوليمبيديا (الإنجليزية)